# Tromsø Idrettslag 1994
Questa pagina raccoglie i dati riguardanti il Tromsø Idrettslag nelle competizioni ufficiali della stagione 1994.

## Stagione
Il Tromsø chiuse la stagione al settimo posto finale, mentre l'avventura in Coppa di Norvegia si concluse ai quarti di finale, a causa dell'eliminazione da parte del Molde. I giocatori più utilizzati in campionato furono Tor Andre Grenersen, Arne Vidar Moen, Sigurd Rushfeldt e Per Egil Swift, tutti con 22 presenze; Rushfeldt fu anche il miglior marcatore, con le sue 13 reti.

## Rosa
| N. |                     | Ruolo | Calciatore                |
| -- | ------------------- | ----- | ------------------------- |
|    | Norvegia (bandiera) | P     | Tor Andre Grenersen       |
|    | Norvegia (bandiera) | P     | Thomas Tøllefsen          |
|    | Norvegia (bandiera) | D     | Svein Johansen            |
|    | Norvegia (bandiera) | D     | Morten Kræmer             |
|    | Norvegia (bandiera) | D     | Stian Larsen              |
|    | Norvegia (bandiera) | D     | Bjørn Christian Ludvigsen |
|    | Norvegia (bandiera) | D     | Arne Vidar Moen           |
|    | Norvegia (bandiera) | D     | Steinar Nilsen            |
|    | Norvegia (bandiera) | D     | Morten Pedersen           |
|    | Norvegia (bandiera) | D     | Tor Pedersen              |

| N. |                     | Ruolo | Calciatore           |
| -- | ------------------- | ----- | -------------------- |
|    | Norvegia (bandiera) | C     | Eivind Bjerkaas      |
|    | Norvegia (bandiera) | C     | Lars Espejord        |
|    | Norvegia (bandiera) | C     | Thomas Hafstad       |
|    | Norvegia (bandiera) | C     | Jonny Hanssen        |
|    | Norvegia (bandiera) | C     | Rune Marthinussen    |
|    | Polonia (bandiera)  | C     | Kazimierz Sokołowski |
|    | Norvegia (bandiera) | C     | Per Egil Swift       |
|    | Norvegia (bandiera) | A     | Svein Are Andreassen |
|    | Norvegia (bandiera) | A     | Stein Berg Johansen  |
|    | Norvegia (bandiera) | A     | Sigurd Rushfeldt     |

## Calciomercato

### Sessione invernale
| Acquisti | Acquisti          | Acquisti | Acquisti   |
| R.       | Nome              | da       | Modalità   |
| -------- | ----------------- | -------- | ---------- |
| C        | Rune Marthinussen | Mjølner  | definitivo |
| C        | Per Egil Swift    | Start    | definitivo |

| Cessioni | Cessioni            | Cessioni    | Cessioni   |
| R.       | Nome                | a           | Modalità   |
| -------- | ------------------- | ----------- | ---------- |
| D        | Dag Trygve Berntsen | Tromsdalen  | definitivo |
| D        | Gary Ford           | Telford Utd | definitivo |
| D        | Torgeir Rugtvedt    |             | svincolato |
| D        | Nils Solstad        |             | svincolato |
| C        | Truls Jenssen       |             | ritiro     |
| C        | Trond Johansen      |             | ritiro     |
| A        | Stein Berg Johansen | Lyn Oslo    | definitivo |
| A        | Tore Rismo          |             | ritiro     |

### Sessione estiva
| Acquisti | Acquisti            | Acquisti | Acquisti   |
| R.       | Nome                | da       | Modalità   |
| -------- | ------------------- | -------- | ---------- |
| D        | Stian Larsen        | Viking   | definitivo |
| A        | Stein Berg Johansen | Lyn Oslo | definitivo |

| Cessioni | Cessioni | Cessioni | Cessioni |
| R.       | Nome     | a        | Modalità |
| -------- | -------- | -------- | -------- |

## Risultati

### Eliteserien

#### Girone di andata
| Tromsø 17 aprile 1994, ore 18:00 1ª giornata | Tromsø | 0 – 0 referto | Sogndal | Alfheim Stadion (6.605 spett.) |

| Kongsvinger 24 aprile 1994, ore 18:00 2ª giornata                           | Kongsvinger | 3 – 1 referto | Tromsø | Gjemselund Stadion (3.476 spett.) |
| \| \| \| \| \| Riseth 37’, 76’ Riisnæs 78’ \| Marcatori \| 42’ Rushfeldt \| |             |               |        |                                   |
|                                                                             |             |               |        |                                   |
| Riseth 37’, 76’ Riisnæs 78’                                                 | Marcatori   | 42’ Rushfeldt |        |                                   |

| Tromsø 27 aprile 1994, ore 19:00 3ª giornata         | Tromsø    | 2 – 0 referto | HamKam | Alfheim Stadion (4.578 spett.) |
| \| \| \| \| \| Rushfeldt 64’, 90’ \| Marcatori \| \| |           |               |        |                                |
|                                                      |           |               |        |                                |
| Rushfeldt 64’, 90’                                   | Marcatori |               |        |                                |

| Bodø 1º maggio 1994, ore 18:00 4ª giornata                        | Bodø/Glimt | 0 – 3 referto                   | Tromsø | Aspmyra Stadion (4.535 spett.) |
| \| \| \| \| \| \| Marcatori \| 43’, 82’ Rushfeldt 56’ Pedersen \| |            |                                 |        |                                |
|                                                                   |            |                                 |        |                                |
|                                                                   | Marcatori  | 43’, 82’ Rushfeldt 56’ Pedersen |        |                                |

| Stavanger 8 maggio 1994, ore 18:00 5ª giornata               | Viking    | 0 – 2 referto              | Tromsø | Stavanger Stadion (7.672 spett.) |
| \| \| \| \| \| \| Marcatori \| 52’ Andreassen 57’ Hafstad \| |           |                            |        |                                  |
|                                                              |           |                            |        |                                  |
|                                                              | Marcatori | 52’ Andreassen 57’ Hafstad |        |                                  |

| Tromsø 12 maggio 1994, ore 18:00 6ª giornata | Tromsø    | 1 – 0 referto | VIF Fotball | Alfheim Stadion (6.430 spett.) |
| \| \| \| \| \| Swift 37’ \| Marcatori \| \|  |           |               |             |                                |
|                                              |           |               |             |                                |
| Swift 37’                                    | Marcatori |               |             |                                |

| Trondheim 16 maggio 1994, ore 18:00 7ª giornata                                                  | Rosenborg | 5 – 0 referto | Tromsø | Lerkendal Stadion (6.778 spett.) |
| \| \| \| \| \| ? 15’ (aut.) Leonhardsen 23’ Løken 52’ Bergersen 61’ Kaasa 69’ \| Marcatori \| \| |           |               |        |                                  |
|                                                                                                  |           |               |        |                                  |
| ? 15’ (aut.) Leonhardsen 23’ Løken 52’ Bergersen 61’ Kaasa 69’                                   | Marcatori |               |        |                                  |

| Tromsø 23 maggio 1994, ore 18:00 8ª giornata    | Tromsø    | 0 – 1 referto | Brann | Alfheim Stadion (5.305 spett.) |
| \| \| \| \| \| \| Marcatori \| 50’ Karlsbakk \| |           |               |       |                                |
|                                                 |           |               |       |                                |
|                                                 | Marcatori | 50’ Karlsbakk |       |                                |

| Drammen 26 maggio 1994, ore 19:00 9ª giornata | Strømsgodset | 0 – 0 referto | Tromsø | Marienlyst Stadion (4.410 spett.) |

| Tromsø 29 maggio 1994, ore 18:00 10ª giornata | Tromsø    | 0 – 1 referto | Start | Alfheim Stadion (4.143 spett.) |
| \| \| \| \| \| \| Marcatori \| 22’ Løvland \| |           |               |       |                                |
|                                               |           |               |       |                                |
|                                               | Marcatori | 22’ Løvland   |       |                                |

| Lillestrøm 24 luglio 1994, ore 18:00 11ª giornata                             | Lillestrøm | 4 – 0 referto | Tromsø | Åråsen Stadion (4.159 spett.) |
| \| \| \| \| \| Pedersen 8’ Gulbrandsen 50’ Hedman 83’, 90’ \| Marcatori \| \| |            |               |        |                               |
|                                                                               |            |               |        |                               |
| Pedersen 8’ Gulbrandsen 50’ Hedman 83’, 90’                                   | Marcatori  |               |        |                               |

#### Girone di ritorno
| Sogndal 27 luglio 1994, ore 19:00 12ª giornata                  | Sogndal   | 2 – 1 [http://www.fotball.no/System-pages/Kampfakta/?matchId=3464658 referto] | Tromsø | Fosshaugane Campus (1.255 spett.) |
| \| \| \| \| \| J. Flo 45’, 60’ \| Marcatori \| 25’ Rushfeldt \| |           |                                                                               |        |                                   |
|                                                                 |           |                                                                               |        |                                   |
| J. Flo 45’, 60’                                                 | Marcatori | 25’ Rushfeldt                                                                 |        |                                   |

| Tromsø 31 luglio 1994, ore 18:00 13ª giornata                       | Tromsø    | 3 – 0 referto | Kongsvinger | Alfheim Stadion (3.218 spett.) |
| \| \| \| \| \| Rushfeldt 29’, 50’ Sokołowski 60’ \| Marcatori \| \| |           |               |             |                                |
|                                                                     |           |               |             |                                |
| Rushfeldt 29’, 50’ Sokołowski 60’                                   | Marcatori |               |             |                                |

| Hamar 7 agosto 1994, ore 18:00 14ª giornata             | HamKam    | 1 – 1 referto | Tromsø | Briskeby Gressbane (3.140 spett.) |
| \| \| \| \| \| ? ?’ (aut.) \| Marcatori \| 52’ Swift \| |           |               |        |                                   |
|                                                         |           |               |        |                                   |
| ? ?’ (aut.)                                             | Marcatori | 52’ Swift     |        |                                   |

| Drøbak 14 agosto 1994, ore 18:00 15ª giornata | Tromsø | 0 – 0 referto | Bodø/Glimt | Seiersten Stadion (5.082 spett.) |

| Oslo 21 agosto 1994, ore 18:00 16ª giornata                | Tromsø    | 1 – 1 referto | Viking | Ullevaal Stadion (3.837 spett.) |
| \| \| \| \| \| Marthinussen 69’ \| Marcatori \| 44’ Bøe \| |           |               |        |                                 |
|                                                            |           |               |        |                                 |
| Marthinussen 69’                                           | Marcatori | 44’ Bøe       |        |                                 |

| Tromsdalen 28 agosto 1994, ore 18:00 17ª giornata                         | VIF Fotball | 4 – 0 referto | Tromsø | Tromsdalen Stadion (3.740 spett.) |
| \| \| \| \| \| Andersen 45’ Aga jr. 52’, 64’ Olsen 60’ \| Marcatori \| \| |             |               |        |                                   |
|                                                                           |             |               |        |                                   |
| Andersen 45’ Aga jr. 52’, 64’ Olsen 60’                                   | Marcatori   |               |        |                                   |

| Tromsø 31 agosto 1994, ore 18:00 18ª giornata                 | Tromsø    | 1 – 1 referto | Rosenborg | Alfheim Stadion (3.638 spett.) |
| \| \| \| \| \| Rushfeldt 17’ \| Marcatori \| 33’ Brattbakk \| |           |               |           |                                |
|                                                               |           |               |           |                                |
| Rushfeldt 17’                                                 | Marcatori | 33’ Brattbakk |           |                                |

| Bergen 18 settembre 1994, ore 15:00 19ª giornata           | Brann     | 1 – 1 referto | Tromsø | Brann Stadion (6.454 spett.) |
| \| \| \| \| \| Hasund 70’ \| Marcatori \| 57’ Rushfeldt \| |           |               |        |                              |
|                                                            |           |               |        |                              |
| Hasund 70’                                                 | Marcatori | 57’ Rushfeldt |        |                              |

| Tromsø 25 settembre 1994, ore 15:00 20ª giornata                              | Tromsø    | 2 – 1 referto | Strømsgodset | Alfheim Stadion (2.820 spett.) |
| \| \| \| \| \| Rushfeldt 52’ Berg Johansen 79’ \| Marcatori \| 49’ Kuvicek \| |           |               |              |                                |
|                                                                               |           |               |              |                                |
| Rushfeldt 52’ Berg Johansen 79’                                               | Marcatori | 49’ Kuvicek   |              |                                |

| Kristiansand 2 ottobre 1994, ore 15:00 21ª giornata                                 | Start     | 3 – 1 referto | Tromsø | Kristiansand Stadion (3.489 spett.) |
| \| \| \| \| \| Løvland 3’ Pedersen 36’ Belsvik 39’ \| Marcatori \| 85’ Rushfeldt \| |           |               |        |                                     |
|                                                                                     |           |               |        |                                     |
| Løvland 3’ Pedersen 36’ Belsvik 39’                                                 | Marcatori | 85’ Rushfeldt |        |                                     |

| Tromsø 16 ottobre 1994, ore 13:00 22ª giornata              | Tromsø    | 2 – 0 referto | Lillestrøm | Alfheim Stadion (2.353 spett.) |
| \| \| \| \| \| Rushfeldt 25’ ? ?’, aut.’ \| Marcatori \| \| |           |               |            |                                |
|                                                             |           |               |            |                                |
| Rushfeldt 25’ ? ?’, aut.’                                   | Marcatori |               |            |                                |

### Coppa di Norvegia
|  | Nordlys | 1 – 9 | Tromsø |  |

|  | Grovfjord | 1 – 4 | Tromsø |  |

|  | Melhus | 0 – 1 | Tromsø |  |

|  | Tromsø | 2 – 0 | Lillestrøm |  |

|  | Molde | 2 – 0 | Tromsø |  |

## Statistiche

### Statistiche di squadra
| Competizione      | Punti | In casa | In casa | In casa | In casa | In casa | In casa | In trasferta | In trasferta | In trasferta | In trasferta | In trasferta | In trasferta | Totale | Totale | Totale | Totale | Totale | Totale | DR  |
| Competizione      | Punti | G       | V       | N       | P       | Gf      | Gs      | G            | V            | N            | P            | Gf           | Gs           | G      | V      | N      | P      | Gf     | Gs     | DR  |
| ----------------- | ----- | ------- | ------- | ------- | ------- | ------- | ------- | ------------ | ------------ | ------------ | ------------ | ------------ | ------------ | ------ | ------ | ------ | ------ | ------ | ------ | --- |
| Eliteserien       | 26    | 11      | 5       | 4       | 2       | 12      | 5       | 11           | 2            | 3            | 6            | 10           | 23           | 22     | 7      | 7      | 8      | 22     | 28     | -6  |
| Coppa di Norvegia | -     | 1       | 1       | 0       | 0       | 2       | 0       | 4            | 3            | 0            | 1            | 14           | 4            | 5      | 4      | 0      | 1      | 16     | 4      | +12 |
| Totale            | -     | 12      | 6       | 4       | 2       | 14      | 5       | 15           | 5            | 3            | 7            | 24           | 27           | 27     | 11     | 7      | 9      | 38     | 32     | +6  |

### Statistiche dei giocatori
| Giocatore        | Eliteserien | Eliteserien | Coppa di Norvegia | Coppa di Norvegia | Totale   | Totale |
| Giocatore        | Presenze    | Reti        | Presenze          | Reti              | Presenze | Reti   |
| ---------------- | ----------- | ----------- | ----------------- | ----------------- | -------- | ------ |
| S. Andreassen    | 11          | 1           | ?                 | ?                 | 11+      | 1+     |
| S. Berg Johansen | 4           | 1           | ?                 | ?                 | 4+       | 1+     |
| E. Bjerkaas      | 1           | 0           | ?                 | ?                 | 1+       | 0+     |
| L. Espejord      | 19          | 0           | ?                 | ?                 | 19+      | 0+     |
| T. Grenersen     | 22          | 0           | ?                 | ?                 | 22+      | 0+     |
| T. Hafstad       | 18          | 1           | ?                 | ?                 | 18+      | 1+     |
| J. Hanssen       | 21          | 0           | ?                 | ?                 | 21+      | 0+     |
| M. Kræmer        | 16          | 0           | ?                 | ?                 | 16+      | 0+     |
| S. Larsen        | 4           | 0           | ?                 | ?                 | 4+       | 0+     |
| B. Ludvigsen     | 14          | 0           | ?                 | ?                 | 14+      | 0+     |
| R. Marthinussen  | 10          | 1           | ?                 | ?                 | 10+      | 1+     |
| A. Moen          | 22          | 0           | ?                 | ?                 | 22+      | 0+     |
| S. Nilsen        | 13          | 0           | ?                 | ?                 | 13+      | 0+     |
| M. Pedersen      | 20          | 1           | ?                 | ?                 | 20+      | 1+     |
| T. Pedersen      | 9           | 0           | ?                 | ?                 | 9+       | 0+     |
| S. Rushfeldt     | 22          | 13          | ?                 | ?                 | 22+      | 13+    |
| K. Sokołowski    | 12          | 1           | ?                 | ?                 | 12+      | 1+     |
| P. Swift         | 22          | 2           | ?                 | ?                 | 22+      | 2+     |
| T. Tøllefsen     | 0           | 0           | ?                 | ?                 | 0+       | 0+     |